# Kurt von Tepper-Laski

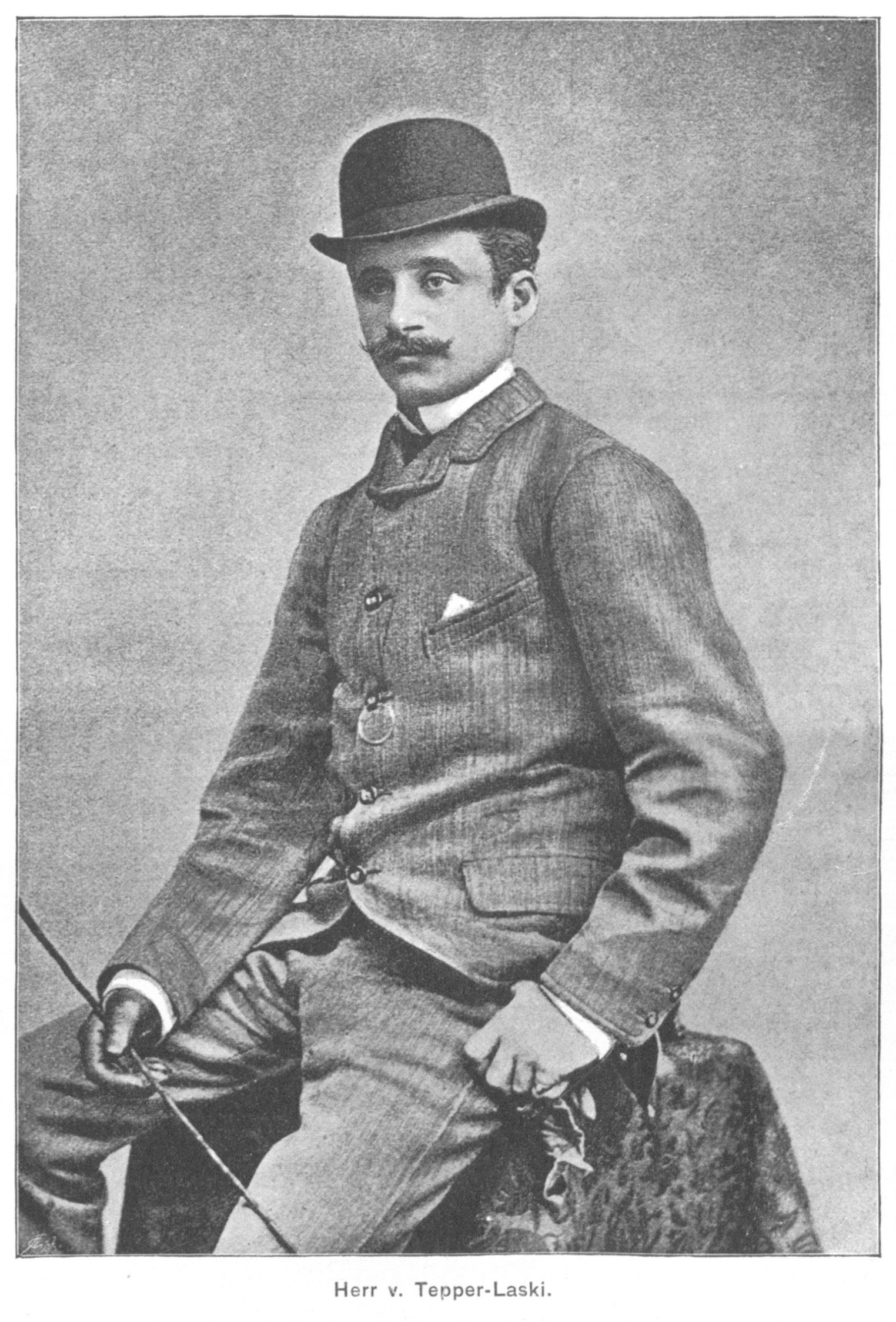
Kurt von Tepper-Laski, 1901

Kurt von Tepper-Laski (* 8. August 1850 in Stabelwitz, Kreis Breslau; † 5. Februar 1931 in Berlin) war ein deutscher Offizier, Sportreiter, Schriftsteller, Journalist und Pazifist.
Als Rittmeister im Deutsch-Französischen Krieg von 1870/71 ausgezeichnet, nahm er aus Protest seinen Abschied, als er wegen seiner Weigerung, eine Wache vor einer jungen Prinzessin strammstehen zu lassen, strafversetzt werden sollte. Künftig engagierte er sich für die deutsch-französische Verständigung und den 1900 mit Bruno Wille und Wilhelm Bölsche gegründeten Giordano Bruno-Bund. 1906 unterstützte er die Gründung des Deutschen Monistenbundes (DMB). 1913 finanzierte er ein Treffen deutscher und französischer Journalisten in Brüssel. 1914 beteiligte er sich an der Gründung des Bundes Neues Vaterland, der sich gegen die Kriegspolitik des Kaiserreichs stellte, und übernahm dessen Vorsitz.
Er sprach sich, einen europäischen Krieg voraussehend, für einen Sturz der Hohenzollernmonarchie und die Gründung einer sozialdemokratischen Republik aus, dachte angesichts der Kriegskreditebewilligung des Reichstages vom 4. August 1914 sogar an Selbstmord. Auf der Konferenz europäischer Pazifisten in Den Haag im April 1915 scheiterte er zusammen mit Walther Schücking mit seinen diplomatischen Bemühungen, Friedensverhandlungen mit England aufzunehmen. Im November 1915 wurde Tepper-Laski wegen Landesverrats angeklagt.
1919 zog sich Tepper-Laski aus gesundheitlichen Gründen aus der Politik zurück.